# Fernando Mattos Costa
Fernando Mattos Costa (Montevideo, 9 de diciembre de 1958) es un empresario, ingeniero agrónomo y político uruguayo. Actuó como ministro de Ganadería, Agricultura y Pesca entre los años 2021 y 2025.

## Biografía
Nació en el seno de una familia de productores rurales en diciembre de 1958 en Montevideo. Es hijo de Ricardo Mattos Moglia. Su tío Carlos fue Ministro de Agricultura y Pesca desde 1981 a 1985. 
Estudió Ingeniería Agrícola en la Universidad Federal de Rio Grande do Sul de donde se graduó en 1981, revalidando su título en la Facultad de Agronomía de la Universidad de la República.
Durante la década de 1980 trabajó en el sector frigorífico en Brasil, llegando a ocupar cargos ejecutivos en Porto Alegre.
En el aspecto internacional, también sirvió como delegado de la producción en las negociaciones Unión Europea-Mercosur, y como participante de la actividad gremial por 9 años, fue parte de diversos organismos de la región, como la Federación Braford del Mercosur y la FARM (Federación de Asociaciones Rurales del Mercosur ampliado).
Productor agropecuario en Cerro Largo y Tacuarembó, se desempeñó como Presidente de la Sociedad Criadores de Braford y Cebú del Uruguay, entre 1996 y 2000, delegado de la Asociación Rural del Uruguay en la junta del Instituto Nacional de Carnes, entre 1997 y 2005, y miembro de la Junta Directiva de la Asociación Rural del Uruguay (2000-2006), y presidente de esta asociación entre 2004 y 2006; así mismo, fue presidente de la Fundación Pro Cría. También fue columnista de los periódicos El País y El Telescopio.
En marzo de 2020 asumió la presidencia del Instituto Nacional de Carnes.  El 27 de junio de 2021 fue designado por el presidente Luis Lacalle Pou como Ministro de Ganadería y Agricultura de Uruguay, en reemplazo de Carlos María Uriarte.
A finales de marzo de 2025, el gobierno de Yamandú Orsi anunció que impulsaría a Mattos como director general del Instituto Interamericano de Cooperación para la Agricultura ―IICA―, organismo especializado perteneciente a la OEA. La candidatura de Fernando Mattos, en representación de Uruguay, fue presentada en forma oficial el jueves 22 de mayo, en una actividad desarrollada en el Anfiteatro de la sede del Ministerio de Relaciones Exteriores, en Montevideo.